# Torrent de Tantinyà

El Torrent de Tantinyà, respecte del terme de Granera

El torrent de Tantinyà és un torrent del terme municipal de Granera, al Moianès.
Està situat a la zona sud-oriental del terme. Es forma a l'extrem nord-est del Pla de les Falgueres, a llevant de la masia de Tantinyà, des d'on davalla cap al nord-oest, emmarcada al nord-est per la Carena de les Illes primer i la Carena de Serraltes tot seguit, ressegueix tota la Baga de Tantinyà, que queda a l'esquerra del torrent, i deixa a la dreta l'Hort del Pi. Finalment, s'aboca en el torrent de la Riera a prop i al nord-est de la masia de la Riera, al sud-est del paratge del Camí de la Riera.